# Mexigidiella sbordonii
Mexigidiella sbordonii is een vlokreeftensoort uit de familie van de Bogidiellidae. De wetenschappelijke naam van de soort is voor het eerst geldig gepubliceerd in 1973 door Ruffo & Vigna-Taglianti.